# لوئی منیه
لوئی منیه (فرانسوی: Louis Mesnier‎؛ ۱ ژانویه ۱۸۸۴ – ۱۰ اکتبر ۱۹۲۱) بازیکن فوتبال اهل فرانسه بود.
از باشگاه‌هایی که در آن بازی کرده‌است می‌توان به اشاره کرد.
وی همچنین در تیم ملی فوتبال فرانسه بازی کرده‌است.